# AVN Award for Best Foreign-Shot All-Girl Sex Scene
L'AVN Award for Best Foreign-Shot All-Girl Sex Scene è un premio pornografico assegnato alle attrici impegnate in una scena tra solo ragazze di produzione straniera votata come migliore dalla AVN, l'ente che assegna gli AVN Awards, riconosciuti come i migliori premi del settore. Dal 2022 il premio è noto come Best International Lesbian Sex Scene.
Come per gli altri premi, viene assegnato nel corso di una cerimonia che si svolge a Las Vegas, solitamente nel mese di gennaio, dal 2019.

## Vincitrici

### Anni 2010
| Anno | Vincitrici              | Titolo     |
| ---- | ----------------------- | ---------- |
| 2019 | Megan Rain Mina Sauvage | Undercover |

### Anni 2020
| Anno | Vincitrici                                                         | Titolo                                   |
| ---- | ------------------------------------------------------------------ | ---------------------------------------- |
| 2020 | Misha Cross Amirah Adara Anna De Ville Sophie Sparks Tiffany Tatum | Bacchanalia                              |
| 2021 | Little Caprice Liya Silver                                         | Tender Kiss Little Caprice & Liya Silver |
| 2022 | Little Caprice Lottie Magne                                        | Caprice Divas Luscious                   |
| 2023 | Little Caprice Agatha Vega                                         | Wonder Women                             |
| 2024 | Little Caprice Eva Elfie                                           | Dollhouse 2                              |
| 2025 | Venera Maxima Lia Lin                                              | What Is Love – Scene 2                   |